# Sasaki Masayoshi
Sasaki Masayoshi (佐々木政義, [[[1208]] - 1290] Erro: {{japonês}}: texto da transliteração contém caractere não latino (pos 19) (ajuda)). Foi um Kugyō (nobre) do período Kamakura da história do Japão. Foi também um Bushō (Comandante Militar). Foi o filho mais velho de Sasaki Yoshikiyo . Era também conhecido como Oki Taro
Após a morte do pai tornou-se Shugo de Oki e Izumo. Mas isso enraiveceu Miura Yasumura (三浦泰村) que queria os cargos , acabou levando o caso para ser revisto com base no Goseibai Shikimoku em 1248 . A disputa fez com que Masayoshi se tornasse Bhikkhu, e que seu irmão Sasaki Yasukiyo acabasse herdando os cargos.
Em 24 de julho de 1290 Masayoshi morre como sacerdote aos 82 anos de idade.
| Precedido por Sasaki Yoshikiyo | -- 2º Líder do Clã Izumo Genji 1233 - 1248 | Sucedido por Sasaki Yasukiyo |
| Precedido por Sasaki Yoshikiyo | Shugo de Oki 1233 - 1248                   | Sucedido por Sasaki Yasukiyo |
| Precedido por Sasaki Yoshikiyo | Shugo de Izumo 1233 - 1248                 | Sucedido por Sasaki Yasukiyo |